# Andrija Zlatić
Andrija Zlatić (Titovo Užice, 25 de janeiro de 1978) é um atirador olímpico sérvio, medalhista olímpico.

## Carreira
Andrija Zlatić representou a Sérvia nas Olimpíadas, de 2004 e 2012, conquistou a medalha de bronze na pistola de ar 10m, em 2012.